# Drago Koren
Drago Koren, slovenski politik, poslanec in geodet, * 19. januar 1960.

## Življenjepis
Drago Koren, član stranke Nove Slovenije, je bil leta 2004 izvoljen v Državni zbor Republike Slovenije; v tem mandatu je bil član naslednjih delovnih teles:
- Komisija po Zakonu o nezdružljivosti opravljanja javne funkcije s pridobitno dejavnostjo (podpredsednik),
- Komisija po Zakonu o preprečevanju korupcije,
- Odbor za okolje in prostor,
- Odbor za obrambo,
- Komisija za odnose s Slovenci v zamejstvu in po svetu in
- Preiskovalna komisija za ugotovitev politične odgovornosti nosilcev javnih funkcij v zvezi z domnevnim oškodovanjem državnega premoženja pri prodaji deležev Kapitalske družbe d.d. in Slovenske odškodninske družbe d. d. v gospodarskih družbah in sicer tako da zajema preiskava vse prodaje ki so sporne z vidika skladnosti z zakoni in drugimi predpisi ter z vidikov preglednosti in gospodarnosti (namestnik člana).

Na državnozborskih volitvah leta 2011 je kandidiral na listi NSi.